# Royston Drenthe
Royston Ricky Drenthe (Roterdã, 8 de abril de 1987) é um ex-futebolista neerlandês que atuava como meia, lateral-esquerdo ou ponta-esquerda.
Revelado pelo Feyenoord, tinha como principal característica a versatilidade, já que podia atuar em diversas funções. Drenthe viveu seu auge em 2007, após ser eleito o melhor jogador da Euro Sub-21 e ter a contratação anunciada pelo Real Madrid. Apesar de ter defendido os merengues por três temporadas, nunca foi titular e em seguida passou por diversos clubes, retornando à Espanha em 2021 para atuar no Real Murcia.

## Carreira

### Feyenoord
Formado nas categorias de base do Feyenoord, mas também com passagem pelo Excelsior, Drenthe foi promovido aos profissionais do Feyenoord em 2006, quando tinha apenas 18 anos. O jogador ganhou destaque na temporada seguinte, a de 2006–07, onde atuou em 33 partidas e foi um dos principais destaques da Eredivisie. No entanto, despertou o interesse dos grandes clubes europeus, principalmente o Real Madrid, após o seu excelente desempenho na Eurocopa Sub-21 de 2007, onde foi eleito o craque da competição.

### Real Madrid

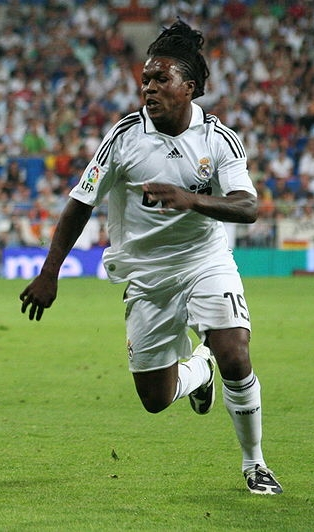
Drenthe atuando pelo Real Madrid em 2008

Em agosto de 2007, após muitas especulações, Drenthe foi finalmente contratado pelo Real Madrid, que pagou 14 milhões de euros pela jovem promessa. Apresentado no dia 13 de agosto junto ao seu compatriota Wesley Sneijder, o holandês balançou as redes logo em sua estreia, quando foi titular na derrota por 5 a 3 para o Sevilla, em jogo válido pela Supercopa da Espanha. No entanto, teria poucas chances devido à grande concorrência com o brasileiro Marcelo e o argentino Gabriel Heinze.

### Hércules
No dia 31 de agosto de 2010, foi anunciado o seu empréstimo de uma temporada ao Hércules, clube que havia sido recém-promovido à La Liga.

### Reading
Em janeiro de 2013 assinou pelo Reading, da Championship. Mudou o clube, mas não o destino. Quando estava com 27 anos, o jogador holandês foi dispensado novamente e ficou sem clube.

### Sparta Rotterdam
No dia 6 de julho de 2018, depois de uma pausa de dois anos totalmente desligado dos gramados, Drenthe assinou por um ano com o Sparta Rotterdam, equipe da Segunda Divisão Holandesa.

### Kozakken Boys
Em agosto de 2019 foi contratado pelo modesto Kozakken Boys, clube da Terceira Divisão Holandesa.

### Retorno à Espanha
Drenthe voltou ao futebol espanhol em 2021, sendo contratado pelo Real Racing. Na temporada seguinte atuou pelo Real Murcia, que foi o seu último clube profissional.

### Aposentadoria e mudança de profissão
O jogador atuou no futebol amador da Holanda até se aposentar dos gramados em 2023, quando começou a trabalhar na área da saúde, no atendimento a pacientes com demência.

## Seleção Nacional
Depois de sua primeira temporada no Feyenoord, Drenthe foi convocado para a Seleção Holandesa Sub-21 que disputaria a Eurocopa Sub-21 de 2007, realizada em território holandês. Ele foi o principal jogador na campanha do segundo título consecutivo da Oranje no torneio, sendo escolhido pela UEFA como o melhor jogador da competição. Em 2008 defendeu seu país nos Jogos Olímpicos de Pequim, onde a Holanda terminou eliminada nas quartas-de-final pela Argentina.
No dia 14 de novembro de 2010, foi convocado pelo treinador Bert van Marwijk para a Seleção Holandesa principal. Realizou sua estreia três dias depois, num amistoso contra a Turquia. Drenthe entrou no segundo tempo da partida e os holandeses venceram por 1 a 0.

## Vida pessoal
Descendente de familiares vindos do Suriname, Drenthe possui oito filhos de diferentes relacionamentos. Rapper nas horas vagas, tem registrada uma música com o amigo Ryan Babel, outro futebolista neerlandês.